# Paul-Joseph de Bosschaert de Bouwel
Paul Joseph Jean de Bosschaert de Bouwel (Antwerpen, 14 juni 1756 - 24 september 1836) was een Antwerps edelman en grootgrondbezitter.

## Levensloop
Een broer van Charles-Nicolas de Bosschaert was Jean de Bosschaert, getrouwd met Isabelle de Witte. Ze hadden als zoon Paul-Joseph, licentiaat in de rechten. 

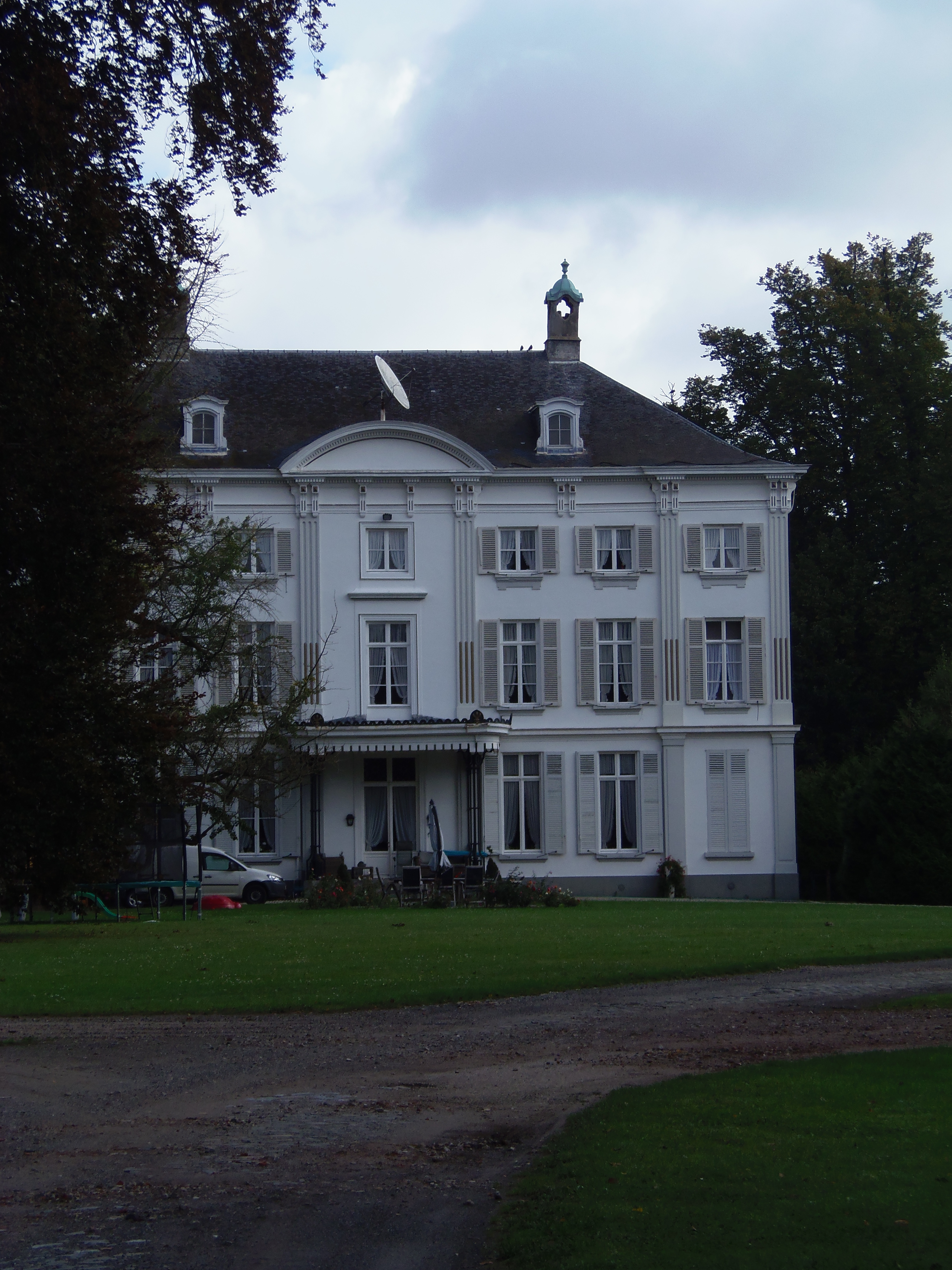
Kasteel Bouwelhof

Het domein Bouwel (1500 ha) behoorde toe aan de familie van zijn moeder. Toen hij het erfde, voegde Paul de naam ervan aan de zijne. In 1820 bouwde hij het kasteel, dat tijdens de revolutiejaren sterk was beschadigd, weer op in neoclassicistische stijl. De architect was zijn neef della Faille de Leverghem. In 1836 werd het domein geërfd door een verre neef, de vrijgezel Augustin de Bosschaert (1809-1866), en na hem door zijn broer Georges de Bosschaert (1815-1900), beiden zoons van Augustin-Egide de Bosschaert (1781-1860), die getrouwd was met Angelique della Faille en die in 1822 erkenning van erfelijke adel had verkregen. Het kasteel bleef tot 1985 eigendom van en bewoond door afstammelingen.
Paul trouwde met Marthe de Proli (1762-1815) en vervolgens met Julie van Langendonck (1787-1872). Zijn enige zoon Joseph overleed als student in Parijs, zonder afstammelingen.
In 1816 werd hij onder het Verenigd Koninkrijk der Nederlanden erkend in de erfelijke adel, met de titel ridder, overdraagbaar op alle mannelijke afstammelingen. Meteen werd hij ook benoemd in de Ridderschap van de provincie Antwerpen. Hij werd benoemd tot provinciaal commissaris voor de landbouw en toezichter op de ridderorden. Toen Willem I der Nederlanden legermanoeuvres op de Bouwelheide kwam bijwonen, logeerde hij op het Bouwelshof.
De meeste takken van deze familie zijn uitgedoofd. Ze wordt herdacht door een De Bosschaert de Bouwellei in Deurne.